# Espérance cycliste Sartrouville Triathlon
L'Espérance cycliste Sartrouville Triathlon est un club français de triathlon créé en 1993 et implanté à Sartrouville (Yvelines). Il a remporté huit titres dans les catégories hommes ou femmes, lors du Grand Prix de triathlon, championnat de France des clubs de première division de la Fédération française de triathlon. Les membres du club ont cumulé 7 médailles aux jeux olympiques de Londres en 2012 et Rio en 2016.

## Le club
L'E.C. Sartrouville Triathlon est créée en 1993 par Pierre Véron (1928 - 2009) dont il fut président jusqu'à son décès, comme une section sportive de l'Espérance Cycliste de Sartrouville. Le club grimpe tous les échelons des compétitions de triathlon français pour être, en 2015, champion de France des clubs pour la 8e fois de son histoire. C'est le troisième club le plus titré après ceux de Poissy Triathlon et de Beauvais Triathlon. Il possède une école de triathlon labellisée deux étoiles en 2015 par la Fédération française de triathlon.
L'équipe féminine est créée en 2000 et remporte dès sa première participation le championnat de France des clubs, portée par Isabelle Mouthon-Michellys, Béatrice Mouthon et Hélène Salomon,.

## Organisation
Constituée sous une forme associative, la section triathlon est présidée par Denis Véron en 2013, fils du fondateur Pierre Véron. Le club est orienté vers une politique sportive dédiée aux élites principalement. Le format du Grand Prix de triathlon permet aux élites mondiales de s'entrainer à haut niveau sur des distances et des réglementations identiques aux compétitions internationales. C'est grâce à cet attrait et à une politique de financement « à la carte » selon les niveaux, que le club a pu attirer et intégrer quelques-uns des plus grands spécialistes mondiaux sur courte distance. Si le choix de l’élitisme au détriment de la formation est parfois critiqué, la crédibilité et la visibilité offertes au triathlon ainsi qu'au championnat de France des clubs, de par la présence sur les courses de noms prestigieux qui attirent le regards des médias spécialisés, sont reconnues par les instances fédérales et les clubs concurrents en général.

## Équipes de première division

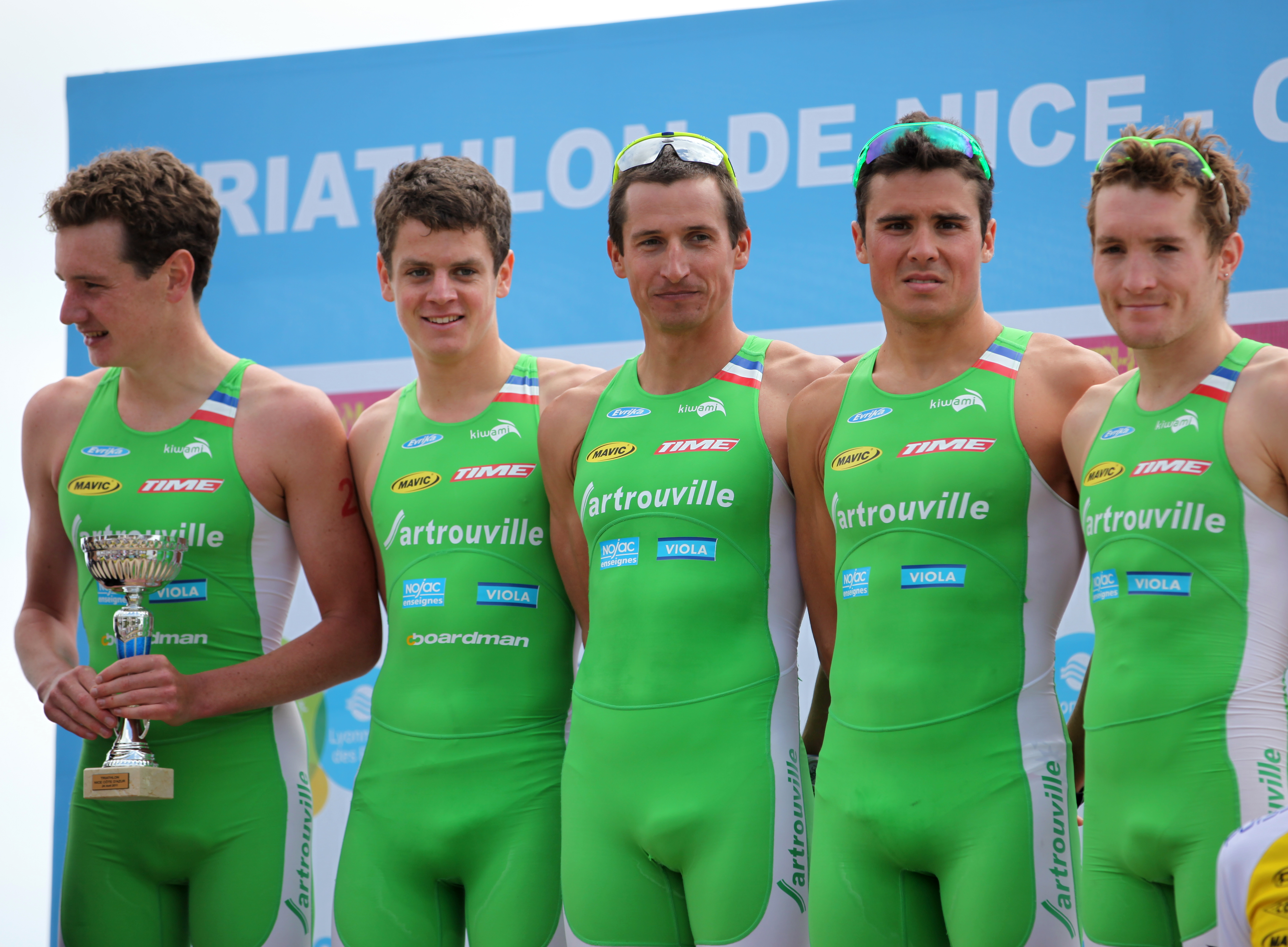
La Green Team de Sartrouville. Alistair (gauche), Jonathan (droite) Brownlee et Javier Gómez Noya avec Diemunsch et Ospaly à Nice en 2011

Le surnom donné à l'équipe première du club est la « Green Team »,, en raison de la couleur de ses tenues . En 2016, l'équipe est composée de triathlètes internationaux dont une grande partie est qualifiée pour les épreuves des Jeux olympiques d'été à Rio de Janeiro :
| Hommes               | Nationalité    | Femmes            | Nationalité    |
| -------------------- | -------------- | ----------------- | -------------- |
| Alistair Brownlee    | Britannique    | Gwen Jorgensen    | Américaine     |
| Jonathan Brownlee    | Britannique    | Kirsten Sweetland | Canadienne     |
| Javier Gómez         | Espagnole      | Anneke Jenkins    | Néo-Zélandaise |
| Mario Mola           | Espagnole      | Lucy Hall         | Britannique    |
| Fernando Alarza      | Espagnole      | Emmie Charayron   | Française      |
| Kristian Blummenfelt | Norvégienne    | Laura Lindemann   | Allemande      |
| Filip Ospalý         | Tchèque        | Non Stanford      | Britannique    |
| Crisanto Grajales    | Mexicaine      | Lisa Norden       | Suédoise       |
| Andrea Salvisberg    | Suisse         | Jolanda Annen     | Suissesse      |
| Richard Murray       | Afrique du Sud |                   |                |
| Gabor Faldum         | Hongrie        |                   |                |

## Palmarès du club

### Par équipes
- Grand Prix de triathlon (hommes) : 7 titres, 8 médailles d'argent et 2 médailles de bronze
- Grand Prix de triathlon (femmes) : 1 titre et 1 médaille de bronze

### Titres individuels
- 6 titres de champion de France  (3 Frédéric Belaubre, 1 Isabelle Mouthon-Michellys et 2 Emmie Charayron)
- 8 titres de champion du monde (4 Javier Gómez, 2 Alistair Brownlee, 1 Jonathan Brownlee et 1 Gwen Jorgensen)
- 1 titre de championne du monde longue distance (Isabelle Mouthon-Michellys)
- 9 titres de champion d'Europe (3 Javier Gómez, 3 Alistair Brownlee, 2 Frédéric Belaubre et 1 David Hauss)

### Médaillés olympiques
- 2 champions olympiques (Alistair Brownlee à 2 reprises, Jan Frodeno) et 1 championne olympique (Gwen Jorgensen)
- 2 médailles d'argent (Javier Gómez et Jonathan Brownlee)
- 2 médailles de bronze (Jan Rehula et Jonathan Brownlee)
- Une 5e place (Frédéric Belaubre)
- Une 7e place (Isabelle Mouthon-Michellys)

## Partenariats
L'E.C. Sartrouville Triathlon a pour principal partenaire officiel, la ville de Sartrouville, qui lui accorde pour 2013 une subvention de 120 000 Euros. Elle a également noué plusieurs partenariats avec des entreprises privées qui soutiennent financièrement ou matériellement le club.